# كرايغ كوهن
كرايغ كوهن (بالإنجليزية: Craig Cohen)‏ هو عالم سياسة أمريكي، ولد في 17 ديسمبر 1974.